# بندسر (عشر ستاق)
بندسر (بالفارسية: بندسر) هي قرية تقع في إيران في قسم عشر ستاق الريفي. يقدر عدد سكانها بـ 166 نسمة بحسب إحصاء 2016.